# در زنجیر
در زنجیر (به انگلیسی: Caged) فیلمی ۹۶ دقیقه‌ای به کارگردانی جان کرامول با بازی الینور پارکر محصول کشور ایالات متحده است.